# Lista över pilotavsnitten av Mythbusters
Den här artikeln innehåller en lista över pilotavsnitten av Mythbusters.

## Överblick
| Serieavsnitt | Säsongsavsnitt | Titel                   | Sändningsdatum   | Avsnittsnr. |
| --- | -------------- | ----------------------- | ---------------- | ----------- |
| P1 | 1              | "Raketassisterad Chevy" | 23 januari, 2003 | 1           |
| Testade myter: Kan en 1967 Chevrolet Impala flyga med JATO-raketer? Kan Pop-Rocks och cola, som man ätit samtidigt, orsaka ätarens mage att brista?                                                                                       |                |                         |                  |             |
| P2 | 2              | "Kakdegsbazooka"        | 23 januari, 2003 | 2           |
| Testade myter: Kan en flygplanstoalett skapa tillräckligt med sugkraft så att en person fastnar på den? Kan en kakdegsburk explodera i en varm bil? Kan en person kasta sig själv genom en skyskrapas fönster?                            |                |                         |                  |             |
| P3 | 3              | "Vallmofrö-drogtest"    | 7 mars, 2003     | 3           |
| Testade myter: Kan en person ta sig till skyarna med hjälp av bara en trädgårdsstol och väderballonger? Kan någon testas positivt för heroin genom att ha ätit stora mängder vallmofrön? Kan det vara dödligt att bli målad med guldfärg? |                |                         |                  |             |

### Pilotavsnitt 1 – "Raketassisterad Chevy, Pop-Rocks och cola"
- Premiär: 23 januari, 2003

| Myten | Status  | Noteringar |
| --- | ------- | --- |
| En bil med en JATO-raket fastspänd kan färdas upp till 480 km/h, bli luftburen och krascha i en bergsklippa. | Spräckt | Adam och Jamie kunde inte få tag på riktiga JATO-raketer från USA:s flygvapen. På grund av det, valde de att använda tre amatörraketer med likvärdig kraft som en JATO-raket. Raketerna ökade hastigheten på bilen (en 1967 Chevrolet Impala) avsevärt. Fast det inte var något hastighetsmätning, var hastigheten inte i närheten av 480 km/h, vilket myten föreslog. Bilen blev heller aldrig luftburen. Denna myt blev återbesökt i den Superstora Mytspecialen. |
| Äter och dricker man stora mängder av Pop-Rocks och cola, kan ens mage explodera.                            | Spräckt | Det fanns inte tillräckligt med koldioxid som alstrades i reaktionen för att kunna få en mage att explodera. Däremot, med sex burkar cola och sex paket med Pop-Rocks så kunde man uppleva en märkbar smärta. Detta var också utfört vid en särskild presentation på Rensselaer Polytechnic Institute. Också, i en liknande myt med Mentos och lightcola kom man fram till att den enkla handlingen att dricka colan gjorde så att nästan all koldioxid försvann, vilket gjorde reaktionen mellan cola och Mentos (eller Pop-Rocks) mycket mindre kraftfull än normalt. |

### Pilotavsnitt 2 – "Vakuumtoalett, Kakdegsbazooka, Hoppande advokat"
- Premiär: 29 januari, 2003

| Myten | Status    | Noteringar |
| --- | --------- | --- |
| En överviktig person kan fastna i en vakuumtoalett på ett flygplan.                                                              | Spräckt   | Det är omöjligt att få till en perfekt förslutning, och även det skulle vara möjligt så skulle en fullt fungerande toalett bara förse suget i några sekunder. Även då är suget (3 psi) inte bortom mänsklig förmåga att övervinna. |
| En kvinna fick ett slag i huvudet av en exploderande kakdegsburk, trodde att hon var i själva verket blivit skjuten av en kula.  | Möjlig    | Degen kunde sprängas ut i luften från många olika typer av kakdegsburkar i en bils innertemperatur av 66°C med tillräcklig kraft att potentiellt träffa föraren av bilen i bakhuvudet, och har en textur och konsistens när upptinad kan misstas för hjärnmassa av vem som helst. Dock så kunde ingen faktiskt verifiera att olyckan verkligen hade hänt. Denna myt har inspirerat till två spinoff-myter: en i Myter Återbesökt och en i Mythbusters Återbesökt. |
| En advokat dödade sig själv av misstag genom att springa igenom ett av panoramafönstren på 24:e våningen av hans kontorsbyggnad. | Bekräftad | Med en löparhastighet av 9,2 km/h, så kunde en person på 73 kg slå sig igenom ett tryckkomprimerat panoramafönster. Olyckan blev bekräftad av en journalist att händelsen verkligen inträffat i Toronto, och att olyckan blev tilldelat Darwinpriset. |

### Pilotavsnitt 3 – "Larrys Trädgårdsstolsballong, Vallmofrö-drogtest,Goldfinger"
- Premiär: 7 mars, 2003

| Myten | Status    | Noteringar |
| --- | --------- | --- |
| Larry Walters flög en trädgårdsstol med hjälp av väderballonger, och lyckades komma ner till marken med hjälp av ett luftgevär. | Bekräftad | Adam Savage steg upp i luften med Mythbusters provanordning, vilket var en trädgårdsstol med 16 väderballonger fastbundna, och tog sig upp till den högsta höjden de kunde få med säkerhetsrepen knutna på 23 meter. Sedan kom han säkert ned till marken genom att skjuta sönder några ballonger (med hjälp från Kari). Den riktiga händelsen bakom myten var verifierad med dokument från FAA. |
| Att äta mat med vallmofrön i kan få ett drogtest för heroin och/eller opium att visa positivt.                                  | Bekräftad | Heroin är ett semi-syntetiskt opiat gjort från morfin. Om ett drogtest är känsligt nog kan den visa falskt positivt testresultat genom att helt enkelt upptäcka vallmofröna. Stämningar har faktiskt blivit utfärdade och avvecklade på grund av detta fenomen. |
| Att täcka hela din kropp med guldfärg kan döda dig av hudkvävning, som i James Bond-filmen Goldfinger.                          | Spräckt   | Jamie blev täckt i guldfärg från huvud till tå och varade över en timme, rapporterade han en mindre (och temporärt) influensaliknande känsla och hans blodtryck gick upp 20 poäng. Dock så klarade han sig. Han blev nekad tillåtelse av medicinska rådgivare att testa färgens andningsförmåga genom att springa på ett löpband. Myten uppgav att skådespelerskan Shirley Eaton som spelade den guldfärgade kvinnan i Goldfinger avled, fast hennes närvaro i avsnittet spräckte den delen av myten. På grund av myten, så var Shirley Eaton inte helt täckt i färg. En sektion av hennes mage var aldrig målad, vilket också blev dolt när hon lade sig ned på sängen. Shirley Eaton är inte död från och med 2009 enligt IMDB. |